# Corni (Galați)
Corni è un comune della Romania di 2 366 abitanti, ubicato nel distretto di Galați, nella regione storica della Moldavia.
Il comune è formato dall'unione di 3 villaggi: Corni, Măcișeni, Urlești.